# 1096 هـ
ألف وستة وتسعون 1096 هـ هي سنة في التقويم الهجري امتدت مقابلةً في التقويم الميلادي بين سنتي 1684 و1685.

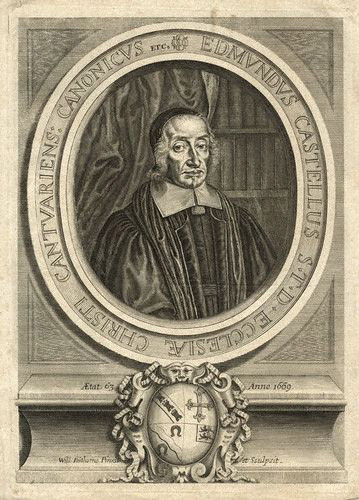
إدمند كاستل

## أحداث
- انطلاق الحملة الصليبية الأولى (حملة الأمراء).

## وفيات
- إدمند كاستل
- عبد الرحمن الفاسي
- محمد بن الحسن القزويني